# Astragalus kashmirensis
Astragalus kashmirensis är en ärtväxtart som beskrevs av Aleksandr Andrejevitj Bunge. Astragalus kashmirensis ingår i släktet vedlar, och familjen ärtväxter. Inga underarter finns listade i Catalogue of Life.